# Список національних парків Китаю

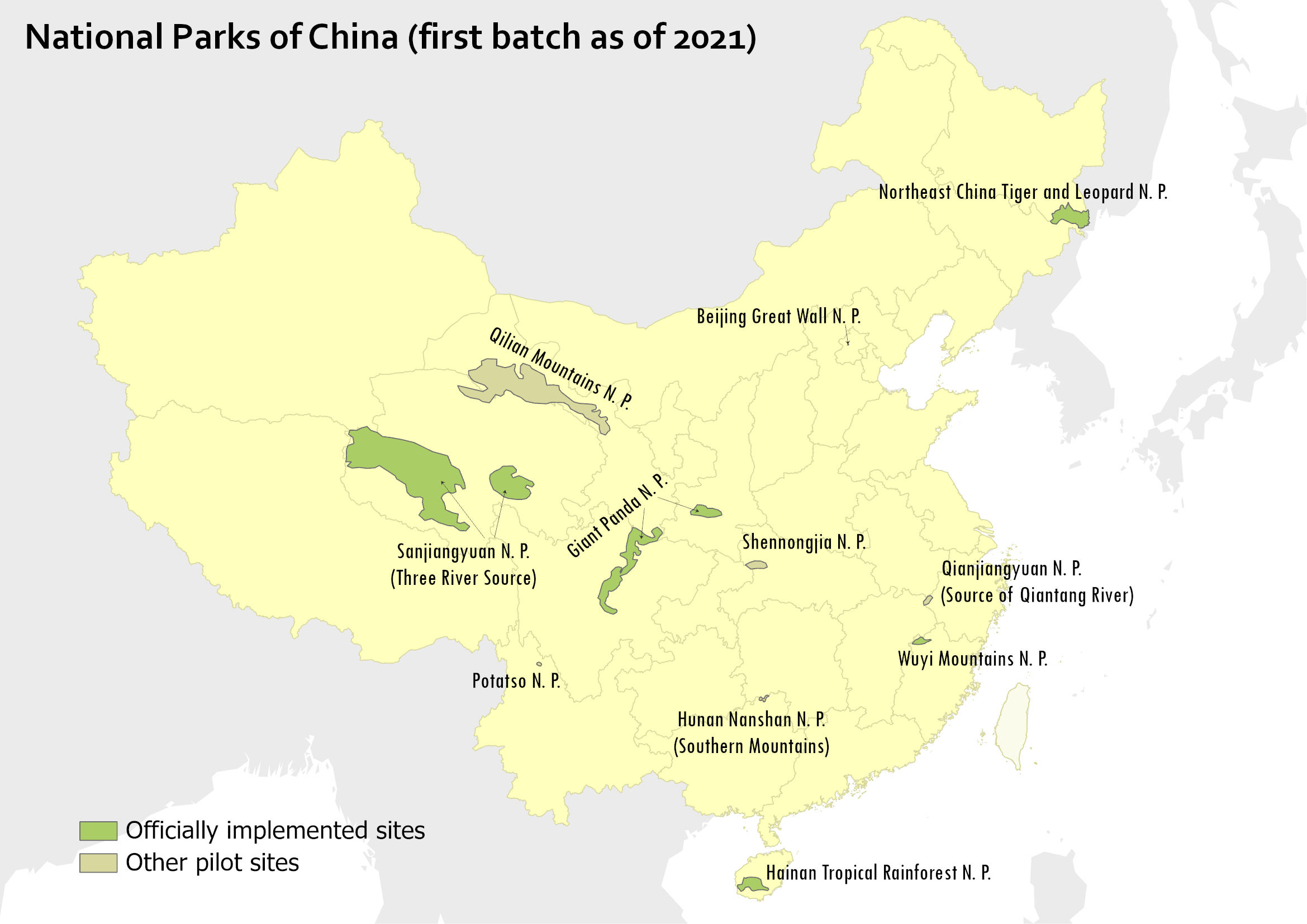
Національні парки Китаю

У Китайській Народній Республіці є 5 національних парків, які створені погодженням уряду Китайської Народної Республіки та голови КНР. Вони адмініструються Національною адміністрацією лісового господарства та пасовищ.
Китайська Народна Республіка пробувала створити систему національних парків протягом тривалого часу, але через різні фактори план КНР створити систему національних парків зазнав невдачі. До створення системи національних парків КНР використовувала національні мальовничі місця як аналог закордонних національних парків. Оскільки концепція сталого розвитку та екологічного захисту поступово ставала зрозумілою, у листопаді 2013 року на Третьому Центральному комітеті ЦК КПК 18-го скликання на пленарному засіданні вперше офіційно було запропоновано створити систему національних парків Китаю.
У 2016 році національний парк Санцзяньюань став першим пілотним національним парком КНР. Пізніше того ж року було засновано національний парк Фуцзянь Вуйшань, а за ним — вісім інших парків, у тому числі Національний парк маньчжурських тигрів та далекосхідних леопардів. У січні 2015 року Національна комісія з питань розвитку та реформ видала «Пілотний план створення системи національних парків» спільно з 13 департаментами. У вересні 2017 року Генеральний офіс Центрального комітету Комуністичної партії Китаю та Генеральний офіс Державної ради видали «Загальний план створення системи національних парків», в якому зазначено, що будівництво національних парків у КНР вступило в змістовну стадію. У плані зазначено, що національний парк — це «конкретна сухопутна або морська територія з чіткими межами, головною метою якої є охорона великомасштабних природних екосистем, репрезентативних для країни, а також досягнення наукового захисту та раціонального використання природних ресурсів». 10 квітня 2018 року Національне управління лісового господарства та пасовищ (Служба національних парків) було офіційно створено як агентство з управління національними парками на центральному рівні. 12 жовтня 2021 року було оголошено про першу партію національних парків Китаю.

## Список національних парків
Список впорядковано в порядку офіційних документів Національної адміністрації лісового господарства та пасовищ.
| Назва                                                                                | Зображення | Місцезнаходження          | Офіційне позначення | Площа (км 2) | Опис                                                                                   |
| ------------------------------------------------------------------------------------ | ---------- | ------------------------- | ------------------- | ------------ | -------------------------------------------------------------------------------------- |
| Національний парк Санцзяньюань (三江源国家公园)                                      |            | Цинхай                    | 12 жовтня 2021 р    | 123 100      | Охорона витоків трьох великих річок: Янцзи, Меконг і Хуанхе.                           |
| Національний парк великих панд (大熊猫国家公园)                                      |            | Сичуань, Шеньсі та Ганьсу | 12 жовтня 2021 р    | 27 000       | Захист природних екологічних місцевин, що з'єднують різні місця проживання панд.       |
| Національний парк маньчжурських тигрів та далекосхідних леопардів (东北虎豹国家公园) |            | Цзілінь і Хейлунцзян      | 12 жовтня 2021 р    | 14 600       | Відновлення спільноти та популяції диких тигрів і леопардів у північно-східному Китаї. |
| Національний парк тропічних лісів Хайнань (海南热带雨林国家公园)                     |            | Хайнань                   | 12 жовтня 2021 р    | 4400         | Захист тропічних лісів Хайнань.                                                        |
| Національний парк гір Уїшань (武夷山国家公园)                                        |            | Фуцзянь                   | 12 жовтня 2021 р    | 982,59       | Захист біорізноманіття гір Уїшань.                                                     |

## Список пробних місць
У наступній таблиці перераховано охоронні території, які наразі схвалені Державною радою для пробного впровадження, але офіційно не увійшли до системи національних парків Китаю.
| Назва                                                     | Зображення | Місцезнаходження | Дата створення | Площа (км 2) | Опис                                                                                    |
| --------------------------------------------------------- | ---------- | ---------------- | -------------- | ------------ | --------------------------------------------------------------------------------------- |
| Hubei Shennongjia National Park (湖北神农架国家公园)      |            | Хубей            | 1997           | 1,170        | Захист локальних екологічних систем субтропічних лісів та сфагнових палюстричних боліт. |
| Zhejiang Qianjiangyuan National Park (浙江钱江源国家公园) |            | Чжецзян          | 1994           | 252          | Захист зникаючих видів біля витоку річки Цяньтан.                                       |
| Hunan Nanshan National Park (湖南南山国家公园)            |            | Хунань           | 2000           | 635.94       | Для захисту птахів та інших екологічних ландшафтів.                                     |
| Yunnan Potatson National Park (普达措国家公园)            |            | Юньнань          | 1980           | 602.1        | Захист місцевих водно-болотних угідь та луків.                                          |
| Beijing Great Wall National Park (北京长城国家公园)       |            | Пекін            | 2002           | 59.91        | Захист історичних пам'яток на Великій стіні Бадалінга та гробницях Мутяньюй.            |
| Qilian Mountains National Park (祁连山国家公园)           |            | Ганьсу та Цинхай | 1985           | 50,000       | Захист зникаючих видів у горах Ціліан.                                                  |